# Waldemar Ślefarski
Waldemar Ślefarski (ur. 21 maja 1972 w Morągu) – polski poeta, wokalista, autor tekstów, inicjator wielu przedsięwzięć kulturalnych.
Jego wiersze zostały opublikowane w dwu tomikach – Zanim mnie wyrzucą z pracy (2000), Pomysły na piosenki brit-pop (2002), w wielu magazynach literackich, oraz na płycie Waldemar Ślefarski – wiersze zmieszane 1996-99 (1999), zawierającej wiersze poety, ilustrowane muzyką Michała Jacaszka. Autor tekstów i wokalista punk-rockowej formacji Kuśka Brothers, z którą nagrał płyty Będzie gorzej (2006) i Czy jest tu fajnie? (2012). 
Absolwent filologii angielskiej na Uniwersytecie Mikołaja Kopernika w Toruniu, gdzie w latach 1997–2004 pracował jako lektor języka angielskiego (Nagroda Rektora Uniwersytetu Mikołaja Kopernika przyznana za działalność dydaktyczną i kulturalną); wykładał także na Uniwersytecie Gdańskim i Akademii Sztuk Pięknych w Gdańsku.
Przez szereg lat związany z Toruniem – jest współtwórcą festiwalu literackiego Majowy Buum Poetycki, prowadził autorskie audycje w Radiu Sfera, był felietonistą i recenzentem w magazynie artystyczno-literackim Undergrunt, współpracował także z Teatrem Wiczy oraz Studenckim Klubem Pracy Twórczej „Od Nowa” w Toruniu. Jest cenionym konferansjerem (Kortowiada – Olsztyn, Union Of Rock – Węgorzewo, ENmusic Festival Malbork). W latach 2008–2012 pracował jako koordynator projektów w Instytucie Kultury Miejskiej w Gdańsku.